# Jan Kazimierz Biegański
Jan Kazimierz Biegański herbu Prawdzic (zm. 26 grudnia 1734 roku) – starosta starodubowski w latach 1697–1729, stolnik brasławski do 1703 roku, syn Kazimierza Biegańskiego, marszałka brasławskiego i Apolonii z Zenowiczów.
Poseł brasławski na sejm koronacyjny 1697 roku. Poseł brasławski na sejm pacyfikacyjny 1698 roku. Jako deputat podpisał pacta conventa Augusta II Mocnego w 1697 roku. Poseł na sejm 1701 roku i sejm z limity 1701-1702 roku z powiatu brasławskiego. Poseł na sejm 1703 roku z powiatu brasławskiego. Jako poseł powiatu bracławskiego i deputat sejmu lubelskiego był uczestnikiem Walnej Rady Warszawskiej 1710 roku. Poseł starodubowski na sejm nadzwyczajny 1712 roku i sejm nadzwyczajny 1712/1713 (z limity) roku. Poseł brasławski na sejm 1718 roku.
Był elektorem Stanisława Leszczyńskiego w 1733 roku.